# D-brane
Pour un article plus général, voir Brane.

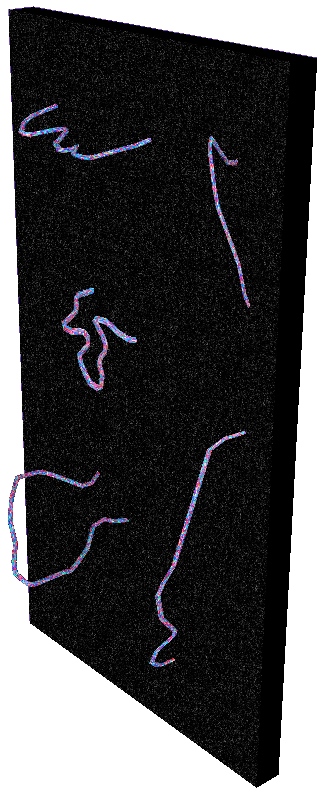
Une D-brane sur laquelle 5 cordes sont fixées.

En théorie des cordes, une D-brane est une brane sur laquelle sont fixées les extrémités des cordes ouvertes qui sont à l'origine de la matière qu'elle contient. Le D de D-brane, vient de Dirichlet, car le fait que les bouts de la corde ne peuvent sortir de la brane s'appelle la condition de Dirichlet.

## Définition

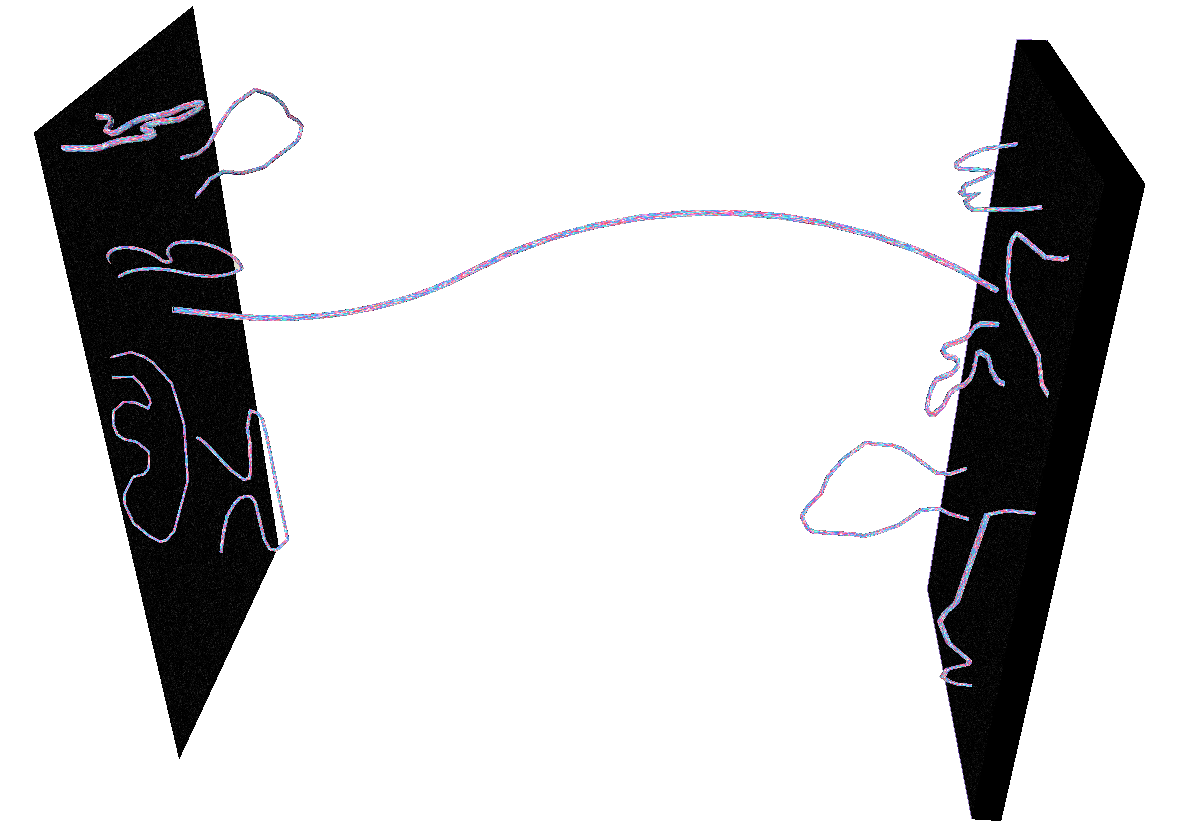
Une D2-brane et une D3-brane reliées par une corde.

Selon ce modèle, les propriétés d'une corde (mode vibratoire, taille ; particule engendrée) sont uniquement caractérisées par ses extrémités et les bouts d'une corde ne peuvent sortir de la D-brane sur lesquels ils se trouvent.  Cela implique plusieurs choses : premièrement, les particules qui se trouvent sur une brane ne pourront jamais en sortir, cela inclut non seulement les quarks, mais aussi tous les bosons.  Deuxièmement, il est donc impossible de vérifier l'existence d'autres D-branes, puisque les bosons de jauge sont piégés dans leur brane et ne peuvent en sortir.  Par contre, du fait que le graviton est une particule engendrée par une corde fermée, on suppose qu'il serait quand même possible de détecter la présence d'autre D-branes en se servant de la force gravitationnelle.  
Il est également possible que les deux extrémités d'une corde ouverte soient piégées dans deux D-branes distinctes n'ayant pas forcément le même nombre de dimensions. Bien que cela n'ait pas été illustré, un cas où plusieurs cordes relient les D-branes en question est parfaitement envisageable.
Lorsque l'on veut préciser le nombre de dimensions dans laquelle la D-brane a des extensions, on parle alors de Dp-brane. Ainsi, une D0-brane, est un point ; une D1-brane est une ligne (parfois appelée « D-corde ») ; une D2-brane est un plan ; une D25-brane remplit l'espace de hautes dimensions considéré en théorie des cordes bosoniques.